# Chrysopida
Chrysopida is een geslacht van kevers uit de familie bladkevers (Chrysomelidae).
De wetenschappelijke naam van het geslacht werd in 1861 gepubliceerd door Joseph Sugar Baly.

## Soorten
- Chrysopida multisulcata Medvedev, 1995
- Chrysopida tristis Medvedev, 1995
- Chrysopida viridis Medvedev, 1995